# Henuttaui
Henuttaui (ḥn.t t3.wy, "Senyora de les dues terres") va ser una princesa egípcia de la XIX Dinastia. Era filla del faraó Ramsès II.

## Biografia
| V28 | W10 · X1 | Z4 · N16 | B1 |

| V28 | W10 · X1 | Z4 · N16 | B1 |

Henuttaui era filla del faraó Ramsès II i de la Gran Esposa Reial Nefertari. Era germanastra de Merneptah. Ella és la setena de les filles de Ramsès a les llistes, i la segona de les dues filles la mare de les quals és segur que va ser Nefertari.
La seva estàtua es troba al petit temple d'Abu Simbel, construït per a Nefertari. Els fills de Nefertari solen identificar-se sobre la base d’aquest temple: els prínceps Amonherkhepsef, Pareheruenemef, Merire i Meriatum i les princeses Meritamon i Henuttaui. Henuttaui no apareix a la façana del gran temple d'Abu Simbel, on s'hi mostren els dos primers fills i les sis filles grans de Ramsès, juntament amb Nefertari i la reina mare Tuya.

## Tomba
La seva tomba a la vall de les reines, anomenada amb el codi QV73, no es troba lluny de les d'altres membres de la família de Ramsès (QV68 - Meritamon, QV71 - Bintanath, QV75 - Henutmire); es troba entre les tombes de la seva germanastra gran Bintanath i la reina Duatentopet (QV74) de la XX Dinastia.
La tomba podria haver estat esculpida per a una princesa genèrica i després de la mort de Henuttaui es va adaptar a ella. En algunes zones de la tomba els cartutxos estan en blanc, però a la cambra funerària principal s'hi han registrat febles traces del seu nom. La tomba consisteix en una cambra funerària amb dos pilars i dues habitacions laterals. Les decoracions s'assemblen a les de la tomba de Nefertari.